# 두부종
《두부종》은 2002년 2월 1일에 MBC에서 방영한 베스트극장이다.

## 줄거리
- 중필은 사람을 싫어하는 구두쇠 노인이며, 혼자 두부장사로 생계를 꾸려가며 살아간다.

- 유일한 혈육인 아들이 교통사고로 죽으며 받은 보상금을 들고 도망갔던 며느리 용숙이 어느날 갑자기 손자라며 꼬마 동민을 데리고 온다.

- 용숙은 최 노인의 거절에도 불구하고 동민을 몇 달 동안만 돌봐달라 부탁하고 또 사라져 버린다.[1]

## 등장 인물

### 주요 인물
- 전무송 : 최중필 역
- 김가연 : 용숙 역
- 이수현 : 동민 역
- 남능미
- 차주옥

### 그 외 인물
- 김영배
- 고용화
- 김용희
- 백종헌
- 김신일
- 민경